# Karl Richard Hirschberg

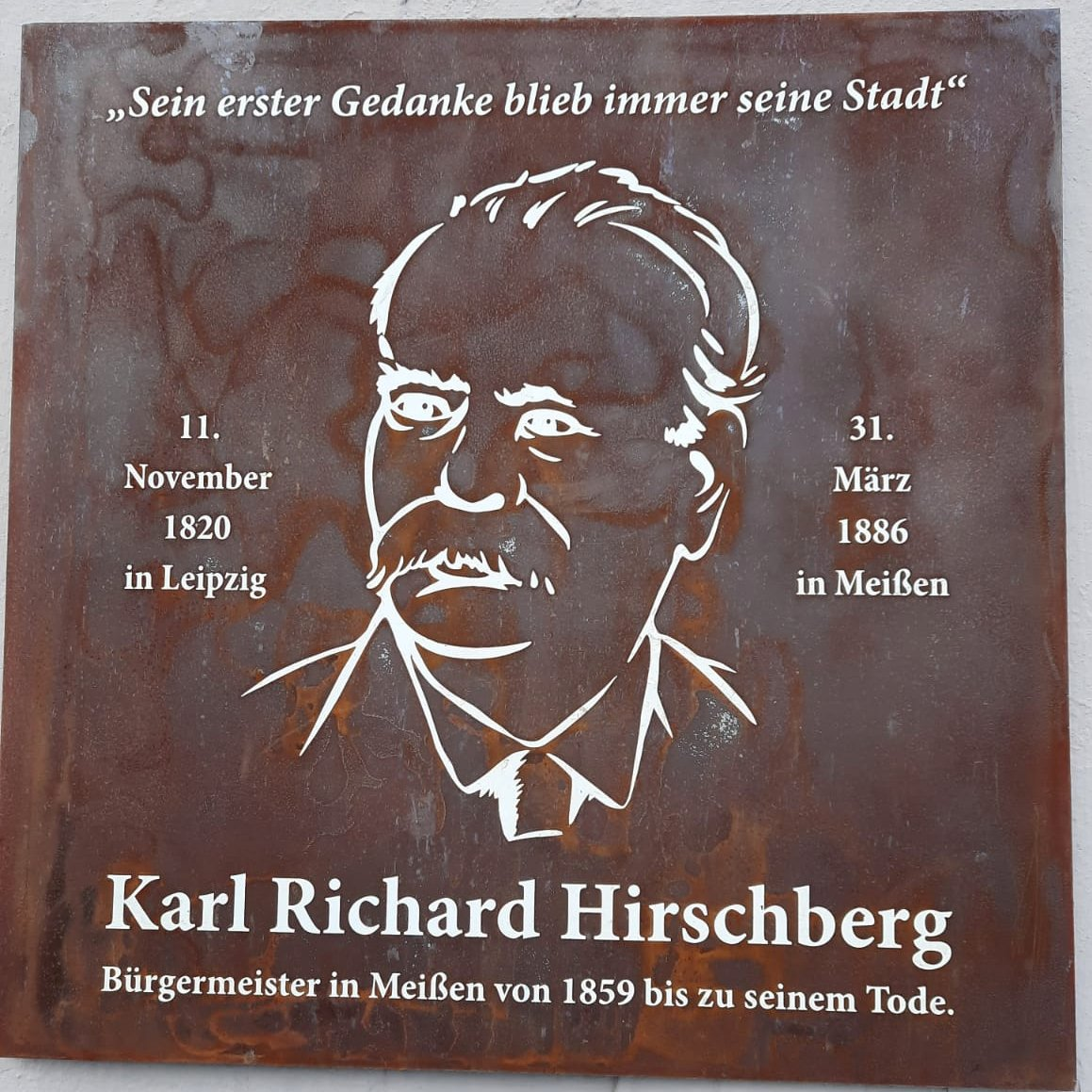
Gedenktafel an der Karl-Richard-Hirschberg-Brücke

Karl Richard Hirschberg (* 11. November 1820 in Leipzig; † 31. März 1886 in Meißen) war ein deutscher Jurist und konservativer Politiker. Er war Abgeordneter des Sächsischen Landtags, des Reichstags sowie Bürgermeister von Wurzen und Meißen.

## Leben und Wirken
Nach Besuch des Nikolai-Gymnasiums studierte Hirschberg an der Universität Leipzig Rechtswissenschaften. Während seines Studiums wurde er 1841 Mitglied der Leipziger Burschenschaft Germania. Anschließend widmete er sich ausgedehnten Reisen, um so die Verwaltungseinrichtungen diverser deutscher und europäischer Staaten kennenzulernen. 1847 wurde er am  Leipziger Kriminalamt angestellt. 1850 wurde er Bürgermeister in Wurzen; acht Jahre später trat am 20. März 1859 das besser bezahlte Bürgermeisteramt in Meißen an. Er förderte die Infrastruktur der Elbestadt u. a. durch Erschließung des Triebischtales und den Bahnanschluss von Meißen.
1866 wurde er vom sächsischen König als 1. Magistratsperson der Stadt Meißen in die I. Kammer des Sächsischen Landtags ernannt. Als Mitglied der Finanzdeputation referierte er über das Wechselstempelgesetz. Er stimmte gegen die Todesstrafe und eine Verminderung der Militärlasten. Während des Deutsch-Französischen Kriegs war er stellvertretender Vorsitzender des Hilfsvereins von Meißen. Dem Sächsischen Landtag gehörte er bis zu seinem Tod an.
1867 wurde er zum Abgeordneten des Reichstags des Norddeutschen Bunds gewählt, lehnte eine Mandatsannahme aber aus persönlichen Gründen ab. In der ersten Legislaturperiode des Reichstags des Deutschen Kaiserreichs vertrat er von 1871 bis 1874 für die Liberale Reichspartei den 7. sächsischen Wahlkreis, nahm dann aber von einer erneuten Kandidatur Abstand.

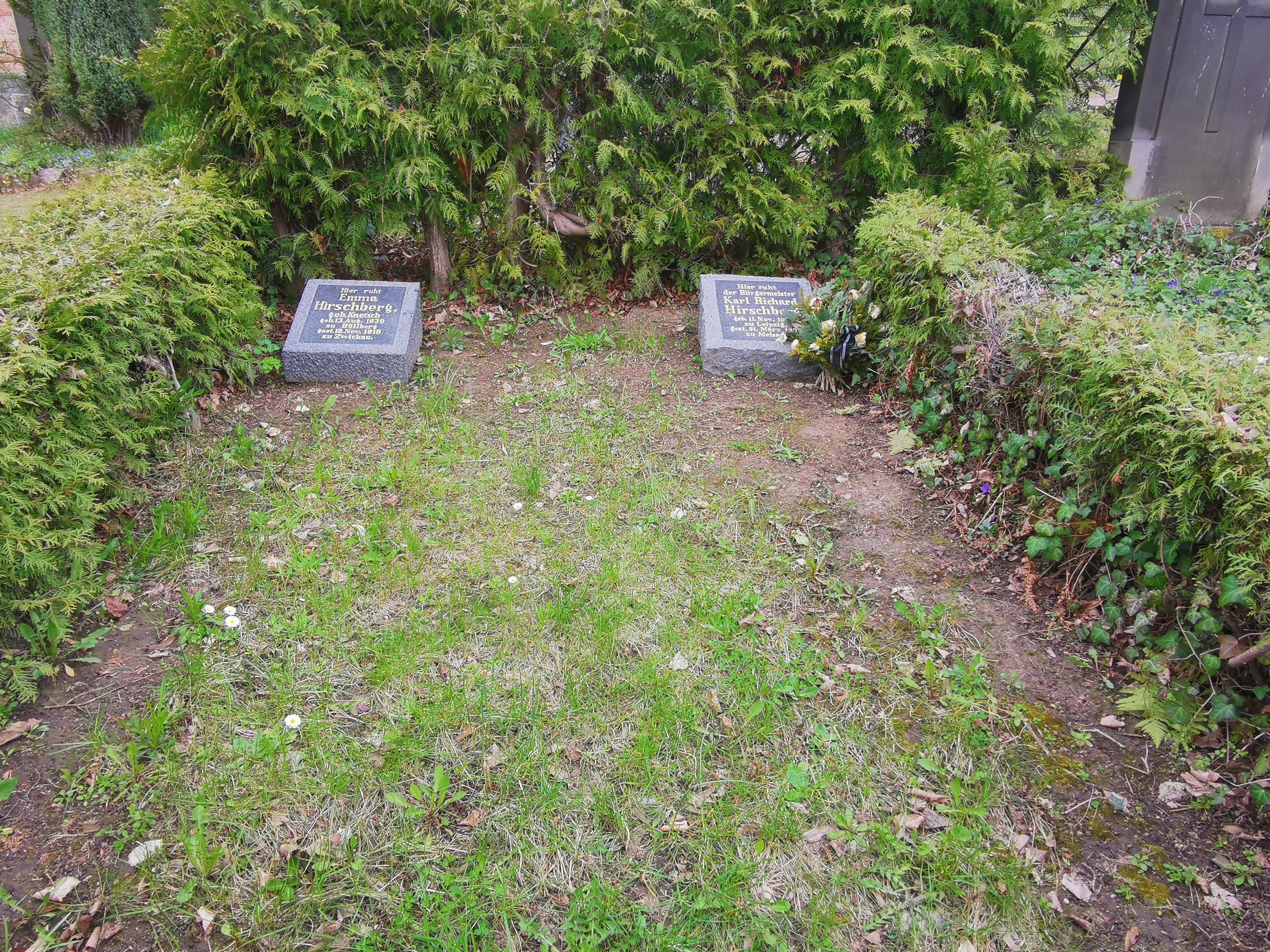
Grabstätte

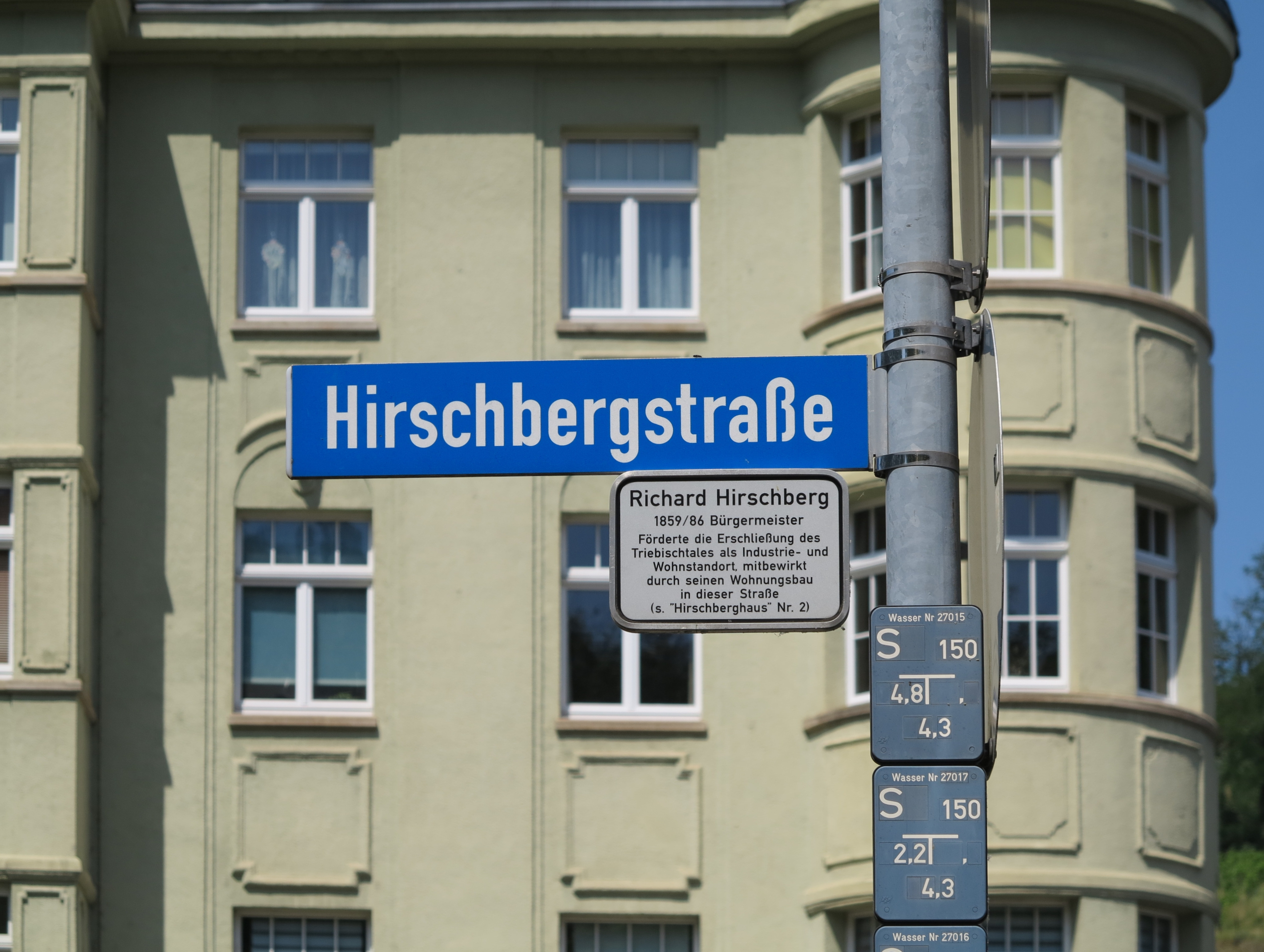
Hirschbergstr. in Meißen

Hirschberg ist auf dem St.-Nikolai-Friedhof in Meißen bestattet. Der Schriftsteller Rudolf Hirschberg war sein Sohn.

## Werke
- Die Allgemeine Städteordnung nebst Publicationsgesetz und Einführungsverordnung für das Königreich Sachsen.
- Die Verwaltung der Stadt Meißen in den letzten 50 Jahren: zur Erinnerung an die daselbst den 31. März 1834 eingeführte Allgemeine Städte-Ordnung. 1884

## Ehrungen
1867 erhielt er das Ritterkreuz des sächsischen Verdienstordens verliehen. Im Meißner Stadtteil Triebischtal wurde 1891 die Eisenbahnstraße in Hirschbergstraße umbenannt. In ihr befindet sich mit der Hausnummer 2 das mit einer Gedenkplaquette versehene Hirschberghaus, sein 1875 erbautes Wohnhaus. Im Meißner Stadtpark befand sich eine ihn ehrende Büste. Im Jahr 2020 wurde die Elbebrücke Meißen in Karl-Richard-Hirschberg-Brücke umbenannt und eine Gedenktafel für ihn angebracht.